# Тюнампылькы (приток Печчалькы)
Тюнампылькы (устар. Тюнамбель-Кы) — река в России, протекает по территории Ямало-Ненецкого автономного округа. Устье реки находится в 86 км по правому берегу реки Печчалькы. Длина реки составляет 29 км. В 14 км по правому берегу впадает река Кыпа-Тюнампылькы.

## Данные водного реестра
По данным государственного водного реестра России относится к Нижнеобскому бассейновому округу, водохозяйственный участок реки — Таз. Речной бассейн реки — Таз.
Код объекта в государственном водном реестре — 15050000112115300067332.